# جون ئی بایرن
جون ئی. بایرن (انگلیسی: Joan E. Biren؛ زادهٔ ۱۳ ژوئیه ۱۹۴۴ در واشینگتن دی سی) عکاس و فیلم‌ساز فمینیست آمریکایی است که زندگی افراد ال‌جی‌بی‌تی را با مضامینی از مراقبت‌های بهداشتی و تسکین طوفان گرفته تا موسیقی Womyn و ضد‌نژادپرستی به نمایش درآورد. برای پرتره‌ها، او افراد را ترغیب می‌کرد تا به جای «سوژه» بودن اون را «سرگرم» کنند. بایرن یکی از اعضای The Furious Collective، مجمعی کوتاه مدت اما تأثیرگذار از لزبین‌ها بود.